# Svenska mästerskapen i dressyr 1967
Svenska mästerskapen i dressyr 1967 avgjordes i Falsterbo. Tävlingen var den 17:e upplagan av Svenska mästerskapen i dressyr.

## Resultat
| Placering | Ryttare            | Häst       |
| --------- | ------------------ | ---------- |
| 1         | Ninna Slöör-Swaab  | Casanova   |
| 2         | William Hamilton   | Higgins    |
| 3         | Margareta Tengelin | Red Eve xx |
| 4         | Maud Kuylenstierna | Lucky Boy  |